# Carmen Quesada
Carmen Elena Quesada Santamaría (Turrialba, 5 de octubre de 1969) es una docente y política costarricense, diputada independiente de la Asamblea Legislativa por la provincia de Limón para el período 2014-2018, electa originalmente por el Movimiento Libertario, y actual Presidenta del Partido Justicia Social Costarricense.

## Biografía
Nació en Turrialba, el 5 de octubre de 1969. Es bachiller en Educación Preescolar por la Universidad Estatal a Distancia y licenciada en Educación. Fungió como coordinadora del Departamento de Pruebas de Educación Abierta del Ministerio de Educación Pública en  2002, asistente de supervisión entre 2003 y 2005 y administrativa en 2004. Miembro de la Junta Directiva de la Junta de Administración Portuaria y de Desarrollo Económico de la Vertiente Atlántica de Costa Rica (2009-2010).
Ingresó en su juventud al Partido Unidad Social Cristiana y posteriormente se incorporó al Movimiento Libertario, dónde ocupa progresivamente los cargos de asambleísta cantonal, provincial y nacional, jefa de Campaña en el cantón de Limón en 2006, candidata a diputada por el segundo lugar de Limón en las elecciones de 2010 y finalmente es elegida diputada en el primer lugar por Limón en las elecciones de 2014 y subjefa de la fracción libertaria en el primer año de legislatura. Durante el proceso de renovación de estructuras del Movimiento Libertario de finales de 2014 e inicios de 2015, sectores de la base partidaria afines a Quesada buscaron elegirla como Secretaria General del Partido, presentando una alternativa moderada dentro del partido con respecto a la posición "dura" de Otto Guevara Guth en contra de los empleados públicos.[cita requerida] Sin embargo, la culminación del proceso, la Asamblea Nacional del sábado 7 de marzo de 2015, resultó en una encendida disputa en la que los partidarios de Quesada terminaron fuera del recinto y el candidato guevarista, Freddy Morera, electo como nuevo Secretario General del partido, copando los sectores afines a Otto Guevara y a Natalia Díaz Quintana todos los demás puestos del Comité Ejecutivo Nacional y además aprobando propuestas de reforma estatutaria para centralizar en el candidato presidencial la elección de candidatos a diputados, las cuales los quesadistas rechazaban. En dicha Asamblea fue agredida la periodista Hilda Chacón, hecho que trascendió a los medios de comunicación. Sin embargo, la división definitiva en el Movimiento Libertario se dio hasta el 1 de mayo de 2015, cuando Otto Guevara y Natalia Díaz votaron por Guevara para continuar como Jefe de Fracción mientras que Carmen Quesada recibió su voto y el de José Alberto Alfaro. El Departamento de Servicios Técnicos de la Asamblea Legislativa determinó que, ante el empate, Guevara continuaría con Jefe de Fracción y Quesada como subjefa. Sin embargo, la división ya estaba consumada y, en la práctica, Quesada fue impedida de seguir ejerciendo la subjefatura y esta fue asumida por José Alberto Alfaro. Después de varios meses de conflicto, renunció al partido el 2 de septiembre de 2015, afirmando que "el Movimiento Libertario se encuentra en crisis ideológica" e hizo pública su renuncia durante un acto público en la Escuela de Cieneguita de Limón, donde expresó que miembros de la cúpula del partido atentaban contra la clase trabajadora.
Como diputada formó parte de la Comisión Especial Investigadora de los Papeles de Panamá y, para la legislatura 2017-2018 fue elegida como Primera Secretaria del Directorio Legislativo como producto de un amplio consenso en el Plenario Legislativo.
El 25 de noviembre de 2018 fundó una nueva agrupación política llamada Justicia Social Costarricense y fue elegida Presidenta de esta formación, la cual se afirma como "socialdemócrata" en sus estatutos.
Al estallar en 2019 la crisis de desempleo en Limón producto de la apertura de la terminal de contenedores APM,[cita requerida] conformó junto a otros dirigentes sociales limonenses el "Movimiento Por y Para Limón" con el fin de presentar propuestas concretas al Poder Ejecutivo provenientes de la población limonense afectada.